# Chogye
Chogye (조계) – koreańska zjednoczona szkoła (kor. chogye chong 조계종) buddyzmu, której nauczanie jest zdominowane przez konganową praktykę sŏn.

## Historia

### Powstanie szkoły
Nazwa Chogye pochodzi od chińskiej nazwy Caoxishan Baolinsi, klasztoru i góry, gdzie przebywał Szósty Patriarcha chan Huineng. Koreański odpowiednik brzmiał Chogye san Porim sa (klasztor Baolin na górze Caoxi/Caoqi 曹溪).
Szkołę chogye, w niezwykle trudnych czasach dla przetrwania buddyzmu w Korei założył T’aego Pou w 1356 r. Było to tzw. Pierwsze Zjednoczenie realizujące częściowo ideę mistrza sŏn Chinula o połączeniu się wszystkich tradycji buddyjskich. Początkowo była to szkoła jednocząca wszystkie tradycje tzw. dziewięciu górskich szkół sŏn (chin. chan, jap. zen, wiet. thiền).
Obok T’aego Poŭ innym ważnym mistrzem sŏn tego okresu był Muhak Chach'o (1317–1405. Jego nauczycielem był mistrz sŏn Naong Hyegŭn (1320–1376, który, tak jak i T’aego, wprowadził do Korei nauki chińskiej szkoły chan linji; w Korei szkoła nosiła nazwę imje. Równie wybitnym mistrzem był Hamhŏ Tŭkt'ong (1376–1433.

### Prześladowania
Jednak prześladowania buddyzmu przez konfucjańską dynastię Yi (Joseon) (1392–1910) zmusiły buddystów do połączenia się i chogye połączyła się w 1424 r. z dwoma szkołami doktrynalnymi (kor. kyo) ch’ŏnt’ae (odpowiednik chińskiej szkoły tiantai) i chongam. Było to tzw. Drugie Zjednoczenie. W wyniku tego powstała nowa szkoła sŏn (sŏn chong) (zaprzestano wtedy właściwie używać nazwy chogye; przywrócono ją dopiero w XX wieku), a pozostałe cztery szkoły doktrynalne: hwaŏm (chin. huayan, jap. kegon, wiet. hôa nghiêm), chaun, chungsin i sihung utworzyły szkołę doktrynalną (kyo chong). Trzeba tu dodać, że zarówno pierwsze jak i drugie zjednoczenie było głównie administracyjne. W najmniejszym stopniu nie rozwiązało to podstawowych różnic pomiędzy szkołami sŏn i kyo.
Chogye stała się więc nie tylko szkołą sŏn, ale w harmonijny sposób łączyła wszystkie nauki: egzoteryczne i ezoteryczne. Jednak już sama nazwa szkoły określa wielki wpływ praktyki konganowej (chin. Koan, jap. kōan, wiet. công an) hwadu (chiń. huatou).
Prześladowanie buddyzmu trwało 500 lat. Zgodnie z polityką rządową znaną jako sung’yu ǒkpul ("czczenie konfucjanizmu, zduszenie buddyzmu") nastąpiło likwidowanie klasztorów, wyrzucanie mnichów buddyjskich z miast, zmuszanie mnichów do obowiązkowej pracy na rzecz władz bez wynagrodzenia, podcinanie samowystarczalności klasztorów sŏn przez opodatkowanie i pozbawianie ich własności ziemskiej spowodowały prawie całkowity upadek buddyzmu w Korei.
Pierwsze poważne ciosy zadał buddyzmowi król Sejong (pan. 1418–1450). Najpierw połączył siedem tradycji w dwie: sŏn i kyo (doktrynalna). Do każdej z nich należało szesnaście świątyń. Następnie usunął z Seulu wszystkie klasztory, oprócz dwóch: Chasuwŏn and Insuwŏn, które były klasztorami żeńskimi. Kolejnym krokiem było zabronienie przekraczania mnichom bram wiodących do stolicy. Tym samym fizycznie i symbolicznie usunięto kler buddyjski oraz usunięto buddyjskie instytucje od jakiegokolwiek wpływu na życie kulturalne, polityczne i ekonomiczne, szczególnie w Seulu. Następnie zabroniono przekraczania przez mnichów granicy z Chinami, a każdy, kto złamał ten nakaz podlegał karze śmierci.
Król Yŏnsan'gun (pan. 1495–1506) ostatecznie pozbawił buddyzm instytucjonalnej reprezentacji odbierając wszelkie posiadłości świątynne. W jakiś czas potem nastąpiła krótka rewitalizacja buddyzmu, gdyż regentka królowa Munjŏng (1509–1565) współpracowała z wybitnym mnichem Hŏŭngdangiem Pou (1509?-1565). Oboje byli zdeterminowani do ożywienia buddyzmu, ale napotykali na liczne przeszkody stawiane przez rząd. Po jej śmierci Pou został zesłany na wyspę Chedżu i tam ukamienowany.
Za panowania osiemnastego króla Hyŏnjonga (pan. 1659–1674) na trwale usunięto dwa żeńskie klasztory z Seulu. Dopiero kolonizacja Korei przez Japonię spowodowała, że do Seulu w 1911 r. powróciły świątynie buddyjskie. Mnisi buddyjscy na ogół zaakceptowali tę politykę państwa i nawet tak wybitni mnisi jak Hamhŏ Kihwa (1376–1433) ograniczali się do pisania tekstów podkreślających jedność konfucjanizmu, taoizmu i buddyzmu. Potrafili się zdobyć jedynie na zwracanie uwagi, że buddyzm nie powinien być wyłączany ze społeczeństwa, ze względu to, że zabezpiecza on stabilizację i harmonię.
Byli także i mnisi oraz świeccy wyznawcy buddyzmu, którzy dołączali do wszelkich i częstych buntów chłopskich, łącznie z rebelią Hongyŏngnae z 1812 r., na którą wpłynęły buddyjskie profetyczne nauki. Aby bronić swojej wiary mnisi organizowali tajne stowarzyszenia zwane "mnisimi grupami" (kor. tangch'wi) i przeprowadzali kontrataki przeciwko konfucjanistom, którzy napadali na klasztory i tępili mnichów. W XIX w. mnisi byli członkami przeróżnych grup uzbrojonych chłopów (Hwalbindang czyli Partia Biednej Egzystencji, Keahwadang czyli Partia Oświecenia, Tonghak czyli Rewolty Tonghak, Ilchinhoe czyli Stowarzyszenie Postępu i ŭibyŏng czyli antyjapońska armia). Tym niemniej liczba tych mnichów była stosunkowo nieliczna i nie stanowiła przykładu jakiegoś zdecydowanego oporu przeciw dyskryminacji.
Szkoła chogye przetrwała ten okres wycofując się daleko w niedostępne góry, gdzie zdecydowani i zahartowani mnisi prowadzili dalej praktykę. To odseparowanie od bardziej zaludnionych miejsc spowodowało zerwanie więzów buddyzmu z ludnością, co jest widoczne jeszcze nawet we współczesnej Korei. Gdy na początku XX wieku rozpoczął się etap urbanizacji Korei, dalej prześladowany buddyzm był wycofany daleko w górach. Wierni zaczęli odchodzić także widząc, iż buddyzm nie jest w stanie obronić się przed prześladowaniami i poddaje się bez walki konfucjańskim atakom. Buddyzm zaczął także tracić swoją siłę intelektualną, gdyż był odizolowany od wszelkich ważnych dysput intelektualnych tego okresu. Jego pozostali wyznawcy rekrutowali się także z ludzi mieszkających z dala od wszelkich centrów miejskich, z reguły zwykłych niepiśmiennych wieśniaków.
Wybitnym mistrzem okresu dynastii Yi i zarazem jednym z trzech największych myślicieli koreańskiego sŏnu był Ch'ŏnghŏ Hyujŏng, znany bardziej jako Sŏsan Taesa (1520–1604). Wsławił się m.in. bohaterską obroną Korei przed japońską inwazją w 1592 r. Na jego wezwanie, nie bacząc na prześladowania, zgłosiło się do niego ok. 5000 mnichów z całej Korei, którzy wsławili się w walkach. Sam Sŏsan stał się bohaterem folkloru koreańskiego. Jego dziełem jest także, używany do dziś, Podręcznik dla uczniów sŏn.
Sŏsan miał kilku wybitnych uczniów, z których wymienić trzeba Samyŏnga Yujŏnga (1543–1610) i P’yŏnyanga Ŏngi (1581–1644).
Marginalizacja buddyzmu doprowadziła do drastycznej redukcji liczby zarówno klasztorów i mnichów. Pod koniec okresu Koryŏ (koniec XIV w.) było 2286 świątyń a łącznie z niezarejestrowanymi ich liczba sięgała 3000. W okresie konfucjańskiej dynastii Joseon już w XV w., było 1658 świątyń, w połowie XVIII w. było ich 1537, a w 1910 r. zaledwie 1280. Jednak bardziej dramatycznie wyglądało zmniejszanie się liczby mnichów, których pod koniec dynastii Koryŏ było około 100000, w połowie XVIII w. już tylko 28000, a w 1910 – zaledwie 8000.

### Odrodzenie
W drugiej połowie XIX wieku pojawił się w Korei wielki mistrz sŏn, któremu zawdzięczać należy ponowne ożywienie koreańskiego sŏnu. Był nim Kyŏnghŏ Sŏng'u (1849–1912) dorównujący takim osobowościom jak Chinul czy Sŏsan. Odbył kilkunastoletnią misyjną wędrówkę po Korei oraz nadzorował wydanie koreańskiego kanonu buddyjskiego w momencie, gdy w Korei nie było już żadnego egzemplarza kanonu z dawnych wydań. Zaczął także prowadzić nauczanie dla świeckich ludzi.
Gdy w 1910 r. Japończycy zajęli Koreę uznali, że podstawą koreańskiego nacjonalizmu jest buddyzm (pamiętali klęskę korpusu Hideyoshiego w Korei, do której przyczynili się mnisi). Zaczęli więc siłą zmierzać do wprowadzenia korzystnych dla siebie zmian i podkopania siły moralnej tkwiącej w buddystach. Zaczęto więc np. zmuszać mnichów do zakładania rodzin itd., aby zmniejszyć ich zaangażowanie. W październiku 1926 r. kontrolowani przez Japończyków główni opaci uchwalili zgodę na małżeństwa mnichów (kor. taech'ŏ) i jedzenie przez nich mięsa (kor. sigyuk). Sytuacja zaczęła znów przypominać okres dynastii Yi. Początkowo wydawało się, że Japończycy pomogą wydostać się buddyzmowi koreańskiemu z zapaści, gdyż nakazali rządowi koreańskiemu zlikwidować wszelkie restrykcje wobec buddyzmu. W ciągu trzech lat 80% klasztorów usunęło wszelkie restrykcje, kończąc erę tradycyjnego koreańskiego buddyzmu i jego reguł oraz rozpoczynając okres walk pomiędzy schizmatycznymi żonatymi mnichami (kor. taech'ŏsŭng) a tradycyjnymi mnichami (kor. pigusŭsŭng; pigu jest koreańskim odpowiednikiem bhikṣu). Żonaci mnisi musieli zmienić tradycje monastycyzmu; musieli gromadzić dobra materialne i zapewnić sobie źródło dochodów, aby utrzymać rodziny. Dokonywali tego uszczuplając dobra klasztorne, powodując tym samym problemy z tradycyjnymi mnichami (bhikṣu). Mieli także mniej czasu na obowiązki klasztorne, na praktykę medytacji, na studiowanie sutr i szerzenie buddyzmu. Były też plusy. Ponieważ byli bardziej związani z rodzinami, nie byli także skłoni do odbywania wędrówek pomiędzy klasztorami, dzięki czemu ich szpiegowskie misje były stosunkowo rzadkie.
W okresie tym niezwykle aktywnie działało m.in. pięciu wybitnych uczniów Kyŏnghŏ – Mangong Wŏlmyŏn (1872–1946), Yongsong (1864–1940), Suwŏl (1855–1928), Hanam Chungwŏn (1876–1951) i Hyewŏl Haemyong (1861–1937).
Na skutek represyjnych działań japońskich przeciwko buddyzmowi stało się jasne, że sangha powinna stanowić pewną jedność. Po dwóch spotkaniach wstępnych 30 listopada 1928 r. i 3 stycznia 1929 r. ustalono we wspólnym dokumencie 31 punktów zgody pomiędzy szkołą sŏn (Chogye) i szkołą doktryny (kyo). W 1935 r. obie szkoły połączyły się ostatecznie w jedną, pod nazwą chogye.
Po II wojnie światowej, a zwłaszcza po wojnie koreańskiej doszło do otwartego konfliktu pomiędzy prawie 7000 mnichów zjaponizowanych (kor. waesaek sŭngnyŏ) a mnichami tradycyjnymi w liczbie 600 (z czego około 300 pochodziło z klasztoru Sudŏk prowadzonego przez właściwego przywódcę buddyjskiego ruchu oporu przeciwko Japończykom, mistrza sŏn Mangonga). Mnisi tradycyjni domagali się usunięcia wszelkich śladów wpływów japońskich, co nazywali ruchem oczyszczenia (kor. chŏnghwa undong). Prowadzili także mocną kampanię przeciwko żonatym mnichom.
5 sierpnia 1955 r. prezydent Rhee Syng-man (Yi Sŭngman), oddany buddysta, wydał rozporządzenie wzywające do rezygnacji zjaponizowanych mnichów z wszelkich klasztornych stanowisk w celu przywrócenia władzy mnichom tradycyjnym. Mnisi zjaponizowani odmówili i do początku lat 60. dochodziło do kampanii, dyskusji i ostrych starć, nawet fizycznych, pomiędzy oboma grupami mnichów. W styczniu 1962 r. powstał Buddyjski Komitet Odbudowy skupiający po 50 mnichów z każdej strony. Po wielu uzgodnieniach 12 kwietnia 1962 r. mnisi tradycyjni zorganizowali siebie pod historyczną nazwą chogye (statut szkoły z 1962 r. w pierwszej sekcji stwierdza: Zakon ten nosi nazwę Taehan Bulgyo Chogye Chong [Koreański Buddyjski Zakon Chogye]. Zakon ten powstał z sekty [sic!] na górze Kaji założonej przez Narodowego Mistrza Tŏui w czasie dynastii Silli i ponownie założony przez Narodowego Nauczyciela Pojo [Chinula] w czasie dynastii Koryŏ. Następnie wszystkie sekty zostały zjednoczone pod tą oficjalną nazwą przez Narodowego Nauczyciela T’aego Pou, którego linia przekazu jest od tego czasu nieprzerwana. ), a mnisi zjaponizowani ustanowili nowy zakon t'aego, od imienia wielkiego mistrza sŏn T’aego Poŭ. W kolejnych ustawach prawo stawało po stronie mnichów i mnisi zjaponizowani musieli zwrócić właściwie wszystkie klasztory w Korei, mimo przedstawiania sfałszowanych dokumentów. Dzisiaj szkoła t'aego posiada tylko kilka miejskich klasztorów i nie ma nawet wystarczająco wielu mnichów do ich obsadzenia.

### Czasy współczesne

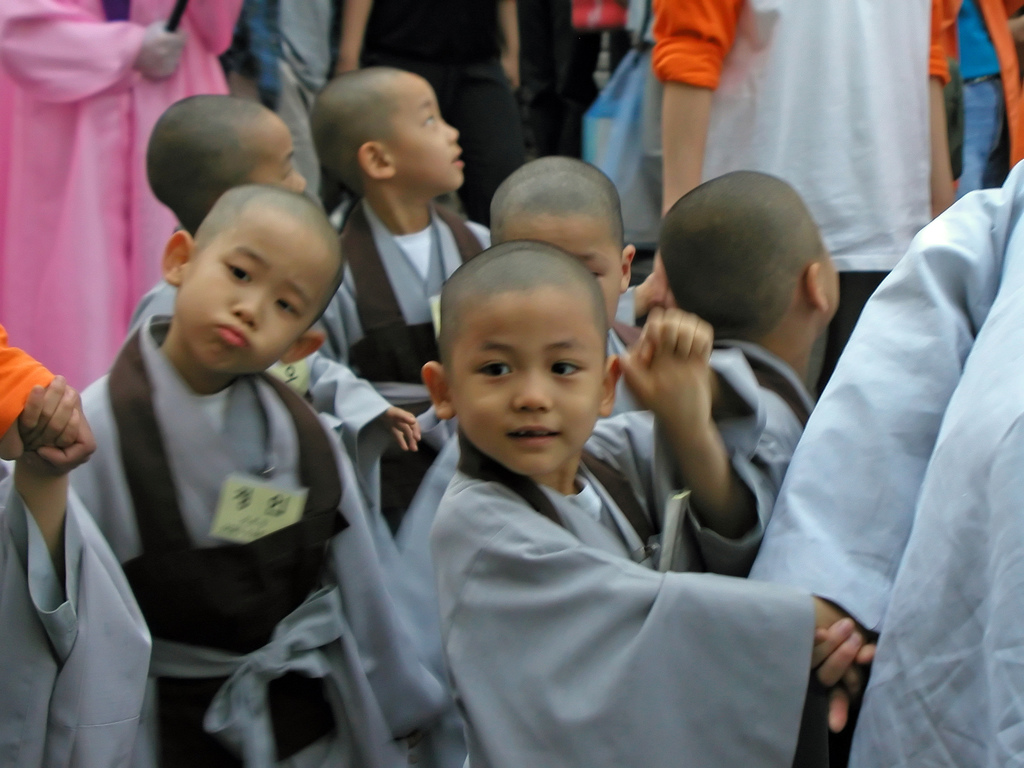
Młodzi mnisi Chogye

W okresie powojennym, wskutek słabego wsparcia ekonomicznego dla buddyzmu, pięćsetletniego publicznego nieistnienia w obrębie społeczności Koreańczyków oraz również w wyniku zatargów w łonie samego buddyzmu pomiędzy mnichami zjaponizowanymi i tradycyjnymi, misjonarze chrześcijańscy (głównie protestanccy) zaczęli z ogromnym sukcesem wprowadzać nową religię do Korei. Ich sukces można przypisać wielu czynnikom, ale głównym było zapewne skojarzenie tej religii z modernizacją, demokratyzacją i społecznym, jak i ekonomicznym postępem.
Również same władze koreańskie zagroziły istnieniu buddyzmu. Ponieważ klasztory znajdowały się w niezwykle atrakcyjnych miejscach, zaczęto odbierać im najwartościowsze tereny i stan posiadania klasztorów coraz bardziej się kurczy. Te straty były szczególnie ciężkie dla klasztorów, które musiały być odbudowane po zniszczeniach wojennych.
Zakon chogye posiada obecnie także swój uniwersytet Tongguk Taehakkyo, na którym studiuje ponad 15 000 studentów. Związanych z nim jest 9 college’ów, cztery szkół wyższe, osiem szkół średnich, jedna podstawowa i kilka akademickich instytutów. Uniwersytet prowadzi także specjalne seminaria dla mnichów i mniszek.
Głównym klasztorem szkoły (o znaczeniu administracyjnym) jest Chogye, wybudowany w 1929 r. i przebudowany w 1955 r. aby mógł lepiej pełnić swoje funkcje. Jego pierwotną nazwą była T’aego sa.
Po względnych sukcesach buddyzmu w latach 70., od lat 80. następuje powolny spadek przyrostu wiernych. Dane z 31 grudnia 1983 wykazały: ogólna liczba świątyń (zarówno oficjalnych jak i nieoficjalnych) – 7253; mnisi (razem 20 755), w tym mnichów 14 206 i mniszek 6549; świeccy wyznawcy (razem 11 130 288) w tym mężczyzn 3 969 584 i kobiet 7 160 704.
W 1986 r. zakon posiadał 1628 klasztorów, w nich przebywało 7708 mnichów, 4163 mniszki oraz miał ponad 14 000 000 świeckich wyznawców.
Obecnie szkoła Chogye jest największym buddyjskim zakonem w Korei. Z 25 świątyń parafialnych zarządza się podległymi klasztorami i świątyniami, których jest łącznie około 2000.

## 24 parafialne klasztory Korei – Chogye
W nawiasach liczba podległych klasztorów.
- 1. Chogye sa (187): Kyŏnji-dong, Chongno-gu, Seul. Główna świątynia szkoły
- 2. Yongju sa (66): T’aean-ŭp, Hwasŏng, Kyŏnggi-do.
- 3. Shinhŭng sa (35): Sŏrak-dong, Sokcho, wschodnie Kangwon-do.
- 4. Wolchŏng sa (68): Chinbu-myŏn, Pjongczang, Kangwon-do.
- 5. Pŏpchu sa (59): Naesongni-myŏn, Boŭn, Ch’ungch'ŏngbuk-do.
- 6. Magok sa (78): Sagok-myŏn, Kongju, Ch’ungch'ŏngnam-do.
- 7. Sudŏk sa (37): Teoksan-myŏn, Yesan, Ch’ungch'ŏngnam-do.
- 8. Chikchi sa (58): Daehang-myŏn, Kimch'ŏn, Kyŏngsangbuk-do.
- 9. Tonghwa sa (72): Tohak-dong, Tong-gu, Taegu.
- 10. Ŭnhae sa (52): Ch'ŏngtong-myŏn, Yŏngch'ŏn, Kyŏngsangbuk-do.
- 11. Pulguksa (61): Chinhyŏn-dong, Kyōngju, Kyŏngsangbuk-do
- 12. Haein sa (82): Kaya-myŏn, Hapch'ŏn, Kyŏngsangnam-do.
- 13. Ssanggye sa (51): Hwagae-myŏn, Hadong, Kyŏngsangnam-do.
- 14. Pŏmŏ sa (114): Ch'ŏngnyong-dong, Gŭmjŏng-gu, Pusan.
- 15. T'ongdo sa (92): Habuk-myŏn, Yangsan, Kyŏngsangnam-do.
- 16. Koun sa (57): Danch'on-myŏn, Uisŏng, Kyŏngsangbuk-do.
- 17. Kŭmsan sa (87): Kŭmsan-myŏn, Kimje, Chŏllabuk-do.
- 18. Paegyang sa (30): Bukha-myŏn, Changsŏng, Chŏllanam-do.
- 19. Hwaŏm sa (23): Masan-myŏn, Kurye, Chŏllanam-do.
- 20. Sŏnam sa (1): Chogye san, Chŏllanam-do.
- 21. Songgwang-sa (41): Songgwang-myeon, Suncheon, Chŏllanam-do.
- 22. Taehŭng sa (48): Samsan-myŏn, Haenam, Chŏllanam-do.
- 23. Kwanŭm sa (38): Ara-dong, Czedżu, Czedżu.
- 24. Sŏnun sa (36): Asan-myŏn, Goch'ang, Chŏllabuk-do.
- 25. Pongsŏn sa (77): Jinjŏp-ŭp, Namyangju, Gyŏnggi-do.

## Linia przekazu
Pierwsza liczba: kolejność w linii przekazu od Buddy. Druga liczba: kolejność linii przekazu od Bodhidharmy. Trzecia liczba: kolejność linii przekazu w danym kraju (w Korei od T’aego Poŭ), (w USA Seung Sahna – w tym wypadku 4 liczba)
- 56/29. Shiwu Qinggong (Shishi) (1272–1352)
  - 57/30/1. T’aego Pou (1301–1382)
    - 58/31/2. Hwanam Honsu (1320–1392)
      - 59/32/3. Kugok Kakhun
        - 60/33/4. Pyŏkkye Chŏngsim (zm. 1492)
          - 61/34/5. Pyŏksong Chiŏm (1464–1534)
            - 62/35/6. Puyong Yŏnggwan
              - 63/36/7. Puyu Sŏnsu (1543–1615)
                - 64/37/8. Pyŏkam Kasŏng (1575–1660)
                  - 65/38/9. Hoeŭn Ŭngjun (1587–1672)
                  - 65/38/9. Ch'uimi Sucho (1590–1660)
                    - 66/39/10. Paekam Sŏngchong (1631–1700)
                      - 67/40/11. Muyong Suyŏn (1651–1719)

                  - 65/38/9. Paekkok Ch’ŏnŭng (1617–1680)
                    - 66/39/10. Pyogam

              - 63/36/7. Sosan Taesa Chŏnghŏ Hyujŏng (1520–1604)
                - 64/37/8. Soyo T’aenŭng (1562–1649)
                - 64/37/8. Chunggwan Haean (1567–?)
                - 64/37/8. Songun Yujŏng (1544–1610)
                - 64/37/8. P’yŏnyang Ŏngi (1581–1644)
                  - 65/38/9. P’ungdam Ŭsim (1592–1665)
                    - 66/39/10. Wŏljŏ Toan (1638–1715)
                    - 66/39/10. Wŏldam Sŏlche (1632–1704)
                      - 67/40/11. Hwansŏng Chian (1644–1729)
                        - 68/41/12. Hamwŏl Haewŏn (1691–1770)
                        - 68/41/12 Ch’wijin Ch’ŏrim (bd)
                        - 68/41/12 Yongam Chŭngsuk(bd)
                        - 68/41/12. Hoam Ch'ejŏng (1687–1748)
                          - 69/42/13. Sŏlpa Sangŏn (1710–1791)
                            - 70/43/14. Paekp'a Kŭngsŏn (1767–1852)
                              - 71/44/15 Ch'immyŏng Hansŏng (1801–1876)
                              - 71/44/15 Tobong Chŏnggwan (bd)
                              - 71/44/15 Sŏldu Yuhyŏng (1824–1889)

                          - 69/42/13. Yŏndam Yuil (1720–1799)
                            - 70/43/14. Taeŭn Nang'o (1780–1841)
                            - 70/43/14. Paengnyŏn Toyŏn (1737–1807)
                              - 71/44/15. Wanho Yunu (1758–1826)
                                - 72/45/16. Ch'oŭi Ŭisun (1786–1866)
                                  - 73/46/17. Sŏn'gi
                                  - 73/46/17. Pŏmin

                          - 69/42/13. Chŏngbong Kŏan
                            - 70/43/14. Yulbong Chŏnghwa
                              - 71/44/15. Kŭmhŏ Pŏpjŏm
                                - 72/45/16. Yŏngam Heŏng
                                  - 73/46/17. Yŏngwŏl Pongyu
                                    - 74/47/18. Manhwa Posŏn
                                      - 75/48/19. Kyŏnghŏ Sŏng'u (1849–1912)
                                        - 76/49/20. Yongsong (1864–1940)
                                        - 76/49/20. Suwŏl (1855–1928)
                                        - 76/49/20. Pang Hanam (1876–1951)
                                        - 76/49/20. Sin Hyewŏl (1861–1937)
                                        - 76/49/20. Mangong Wŏlmyŏn (1872–1946)
                                          - 77/50/21. Haeam Hyŏnmu (1866–1985)
                                          - 77/50/21. Paekcho (1893–1986)
                                          - 77/50/21. Kobong Kyŏnguk (1890–1961)
                                            - 78/51/22. Songil mniszka
                                            - 78/51/22. Kyeju mniszka
                                            - 78/51/22. Sedung mniszka
                                            - 78/51/22/1. Sŭngsan Haengwon (1927–2004) także w pisowni Seung Sahn; USA szkoła Kwan Um
                                              - 79/52/23/2. Sŏnghyang[b]
                                              - 79/52/23/2. Daekwang
                                                - 80/53/24/3. Bonyo[c]
                                                - 80/53/24/3. Jyonghae[d] POLSKA Szkoła Zen Kwan Um w Polsce

                                              - 79/52/23/2. Bonyŏn[e]
                                              - 79/52/23/2. Bonhaeng[f]
                                              - 79/52/23/2. Bonsŏng[g]
                                              - 79/52/23/2. Wukwang[h]
                                              - 79/52/23/2. Wubong[i]
                                                - 80/53/24/3. Bonshim[j] POLSKA Szkoła Zen Kwan Um w Polsce
                                                - 80/53/24/3. Jikwang[k]

                                              - 79/52/23/2. Daebong
                                              - 79/52/23/2. Daekwan mniszka
                                              - 79/52/23/2. Chong Gak Shim Korea
                                              - 79/52/23/2. Dae Sŏn Haeng Korea